# Giovanni Agnolo Canini
Giovanni Agnolo Canini, italijanski oblikovalec in graver, * 1617, Rim, † 1666, Rim.
Učil se je pri Domenichinu in Antoniu Barbalongi.